# Kaperkaptajnen
Kaperkaptajnen er en amerikansk stumfilm fra 1922 af George Melford.

## Medvirkende
- Dorothy Dalton som Moran Letty Sternersen
- Charles Brinley som Eilert Sternersen
- Emil Jorgenson som Nels Larsen
- Rudolph Valentino som Ramon Laredo
- Maude Wayne som Josephine Herrick
- Walter Long som Kitchell
- George Kuwa som Charlie
- Cecil Holland som Pancho